# North Brother Island
North Brother Island mindössze öt hektár nagyságú sziget az East Riveren. Az aprócska sziget az egyik legelhagyatottabb, legkísértetiesebb területe napjaink New York-jának. A sziget egészen 1885-ig lakatlan volt, ekkor költöztették ide a Riverside kórházat az akkori Blackwell’s Islandről (ma Roosevelt-sziget). A II. világháború okozta lakáshiány alatt ideiglenesen a háborút megjárt fiatalokat szállásoltak el rajta a családjaikkal együtt. Az 1940-es évek végére azonban a sziget elnéptelenedett. Az 1950-es években egy rehabilitációs központot nyitottak, fiatal kábítószer függők rehabilitációjára. Az 1960-as években a korrupció, és az embertelen bánásmód miatt ezt az intézményt is bezárták. A sziget jelenleg teljesen elhagyatott. A kórház és a drogrehabilitációs központ épületei a mai napig állnak, de nagyon rossz állapotban, sűrűn behálózzák őket a sziget növényei.
2018-as adatok szerint a sziget a nyilvánosság számára nem látogatható.

## Galéria

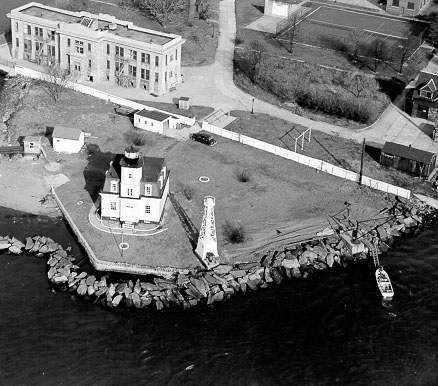
A sziget világítótornya
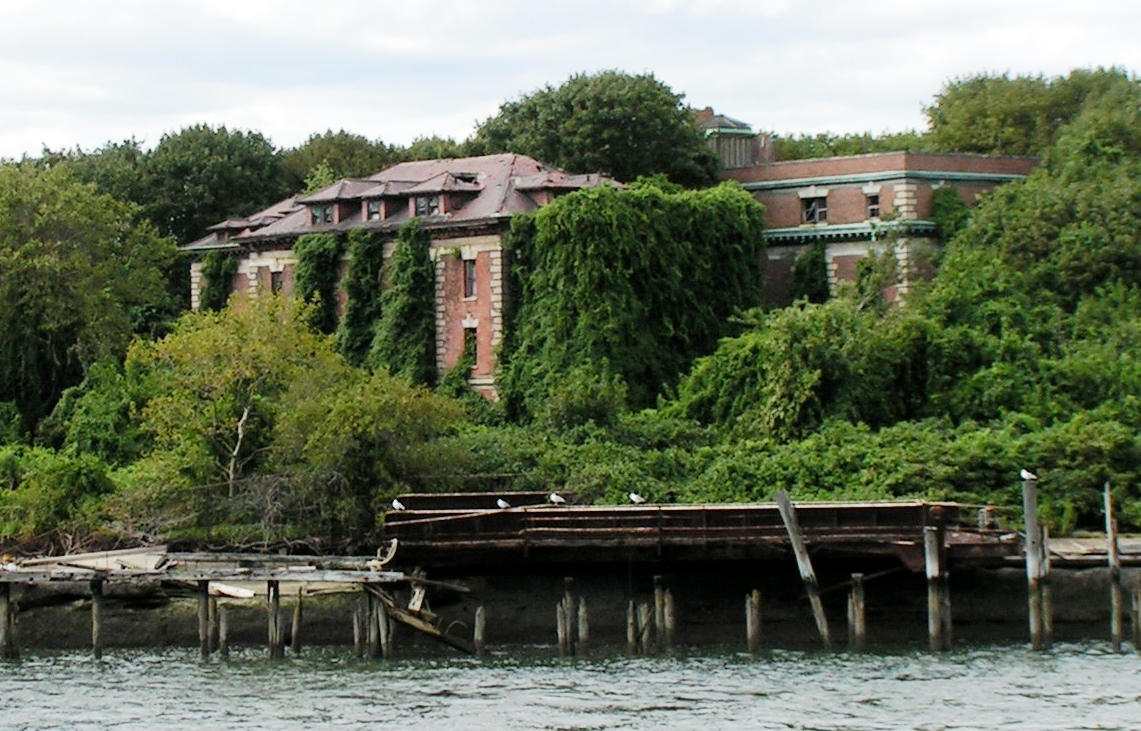
Egykori kórház a szigeten